# Három császár szövetsége (1881)
A három császár szövetsége (németül: Dreikaiserbund vagy Dreikaiserbündnis) egy 1881. június 18-án megkötött titkos semlegességi egyezmény volt a Német Birodalom, az Osztrák–Magyar Monarchia és az  Orosz Birodalom között.
A korábbi, 1873-as egyezményt, a három császár egyezményét (Dreikaiserabkommen) is szokták néha három császár szövetségének nevezni. De ez a kifejezés alapvetően erre az 1881-es háromoldalú katonai szerződésre, a Három császár szövetségére (Dreikaiserbund) van fenntartva. Az orosz szakirodalom az 1873-as és az 1881-es szerződéseket a három imperátor „első” és „második” szövetségeként tartja nyilván.

## Előzmények
A Három császár szövetsége megkísérelte újjáéleszteni a három császár egyezménye (Dreikaiserabkommen) néven emlegetett 1873-as megállapodást a három nagyhatalom uralkodói között. AZ 1873-a szerződés pusztán konzultatív konfliktuskezelést írt elő, a konzervatív uralkodók személyes viszonyára, egymást támogató szolidaritására építve. Ez a szerződés azonban az 1876–78-as balkáni események (balkáni krízis, orosz-török háború, a berlini kongresszus, majd Bosznia okkupációja) következtében széthullott, az Osztrák–Magyar Monarchia (a nyugat-európai hatalmak támogatásával), az Orosz Birodalommal szemben érvényesítette érdekeit. Oroszország csalódott Bismarckban, mivel a berlini kongresszuson nem támogatta Oroszország terjeszkedési igényeit. A cár ezért felmondta az 1873-as szerződést. 1879-ben Ausztria–Magyarország és a Német Birodalom titkos kétoldalú katonai szövetséget kötött, amelynek éle már Oroszország ellen irányult.
A Habsburg Monarchia számára a kettős szövetség egyoldalú elkötelezettséget jelentett a Német Birodalommal szemben, ezért sok ellenzője volt, liberális politikusok között és a legfelsőbb körökben is, köztük maga Rudolf trónörökös is. Ausztria joggal tarthatott attól, hogy Vilmos császári hercegnek trónra lépése (a beteg trónörökös helyett) agresszív fordulatot hozhat Német Birodalom politikájában, ezért sürgették a békülést Oroszországgal.
Bismarck német kancellár – alapos okkal – biztonsági kockázatként értékelte Oroszország elfordulását a Német Birodalomtól. Az 1871 óta Franciaország elszigetelésére törekvő német politika fenntartása eredménytelen volt az Orosz Birodalom bevonása nélkül. Az 1873-as háromoldalú szerződés újjáélesztése, a Bismarck által irányított európai nagyhatalmi rendszer helyreállítása Bismarcknak is érdekében állt.
Az 1878-as berlini kongresszus óta Oroszország viszonya Nagy-Britanniához és Franciaországhoz mélypontra süllyedt, mivel e két nagyhatalom erőszakolta ki az Oroszország számára igen előnyös San Stefanó-i békeszerződés revízióját, a berlini szerződésben Oroszországot megfosztották a Balkánon elért pozícióitól. Oroszországot teljes külpolitikai elszigetelődés fenyegette. Bismarck politikai és gazdasági nyomást gyakorolt Oroszországra, hogy saját szövetségi rendszerébe visszatérésre bírja.

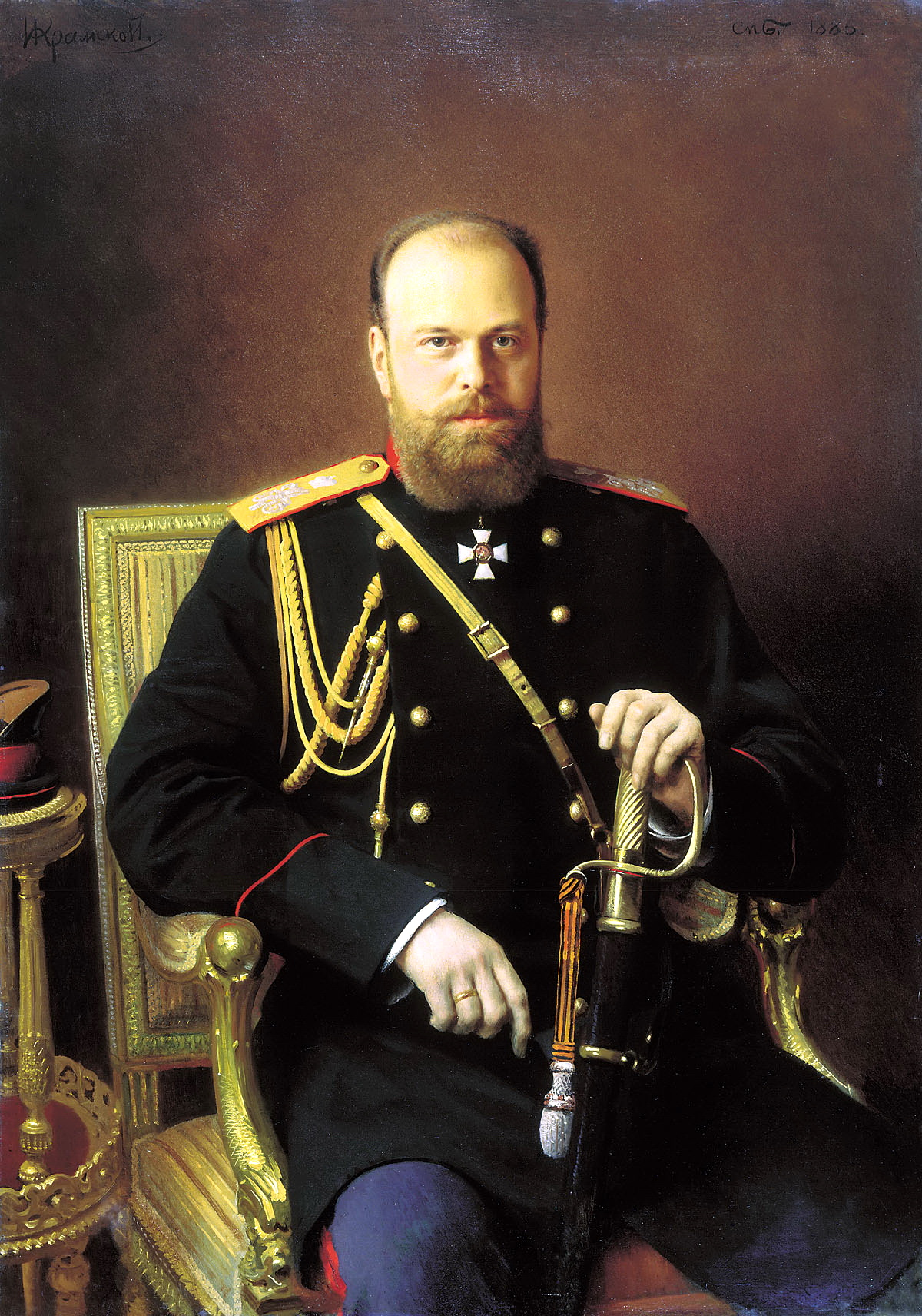
III. Sándor orosz cár
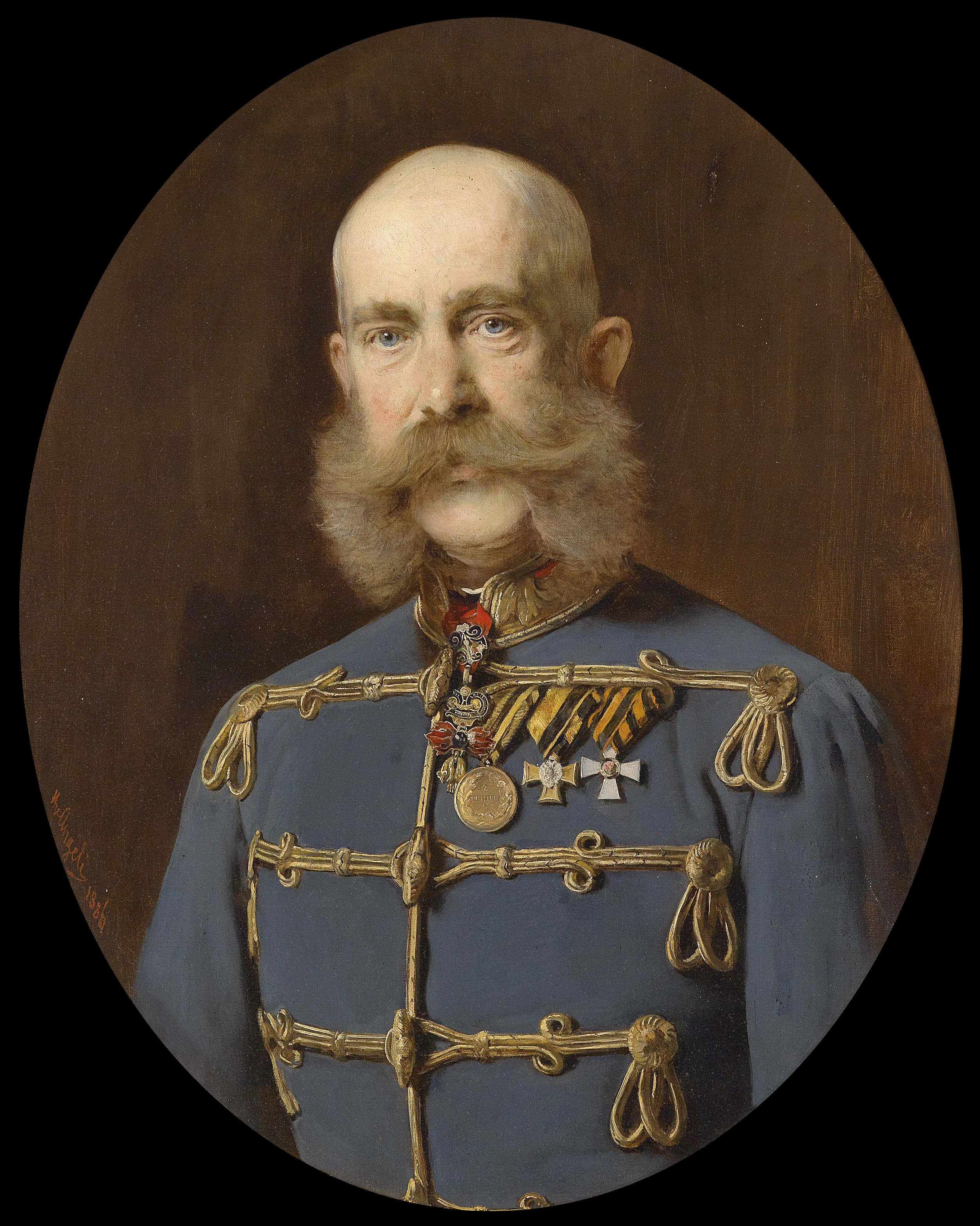
I. Ferenc József osztrák császár és magyar király
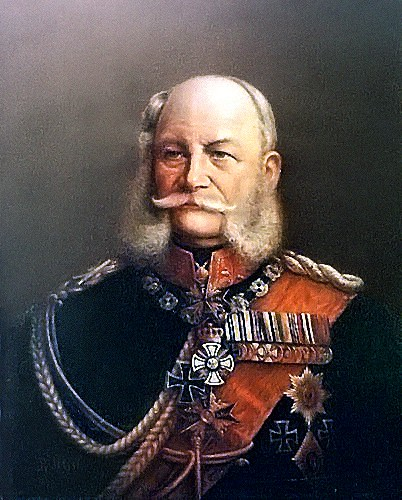
I. Vilmos német császár
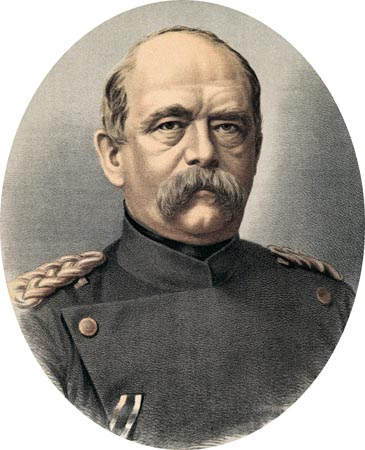
Otto von Bismarck német kancellár

## A szerződés
Az előkészítő tárgyalások után, melyeket Bismarck kancellár Pjotr Alekszandrovics Szaburov (1835–1918) berlini orosz nagykövettel és Heinrich Karl von Haymerle báróval, a Monarchia külügyminiszterével folytatott, a három nagyhatalom uralkodói 1881. június 18-án uralkodói Berlinben aláírták a három császár megújított szövetségét, melyet I. Ferenc József osztrák császár és magyar király, I. Vilmos német császár és az 1881 márciusában trónra lépett III. Sándor orosz cár írt alá ünnepélyesen. Az uralkodók hároméves időtartamra kölcsönös, jóindulatú semlegességre kötelezték el magukat, negyedik féllel kialakuló fegyveres konfliktus esetére, és konzultációs kötelezettséget fogadtak el a Balkán-félsziget térségében folytatott politikai ténykedésükről.
A szerződés révén a Német Birodalom – egy esetleges francia–német háború kitörése esetén – biztosan számíthatott Oroszország semlegességére. Ugyanakkor az Orosz Birodalom számára is biztosította Németország és az Osztrák–Magyar Monarchia semlegességét, egy Nagy-Britanniával szemben, a Fekete-tengerről kivezető szorosokért megvívandó háborúban, vagy további balkáni orosz pozíciókért indított újabb orosz–török háborúban. (A gyengülő Oszmán Birodalom európai és anatóliai területeinek megszerzéséért folyó nagyhatalmi diplomáciai és katonai játszmák összességét nevezték a kortársak „keleti kérdésnek”).
A szerződés – Bismarck reményei szerint – elősegíthette a Balkánon fennálló feszültség feloldását Ausztria–Magyarország és Oroszország között. A szerződés lényegében rögzítette a nagyhatalmi befolyási övezeteket a Balkán-félszigeten. A Nyugat-Balkán feletti rendelkezést az Osztrák–Magyar Monarchiának, a Kelet-Balkán fölötti dominanciát az Orosz Birodalomnak adta. A szerződésben rögzítették, hogy az 1873-ban Ausztria és Oroszország, valamint Németország és Oroszország között megkötött titkos szerződések továbbra is érvényben maradnak.

### A szerződéshez csatolt titkos jegyzőkönyv

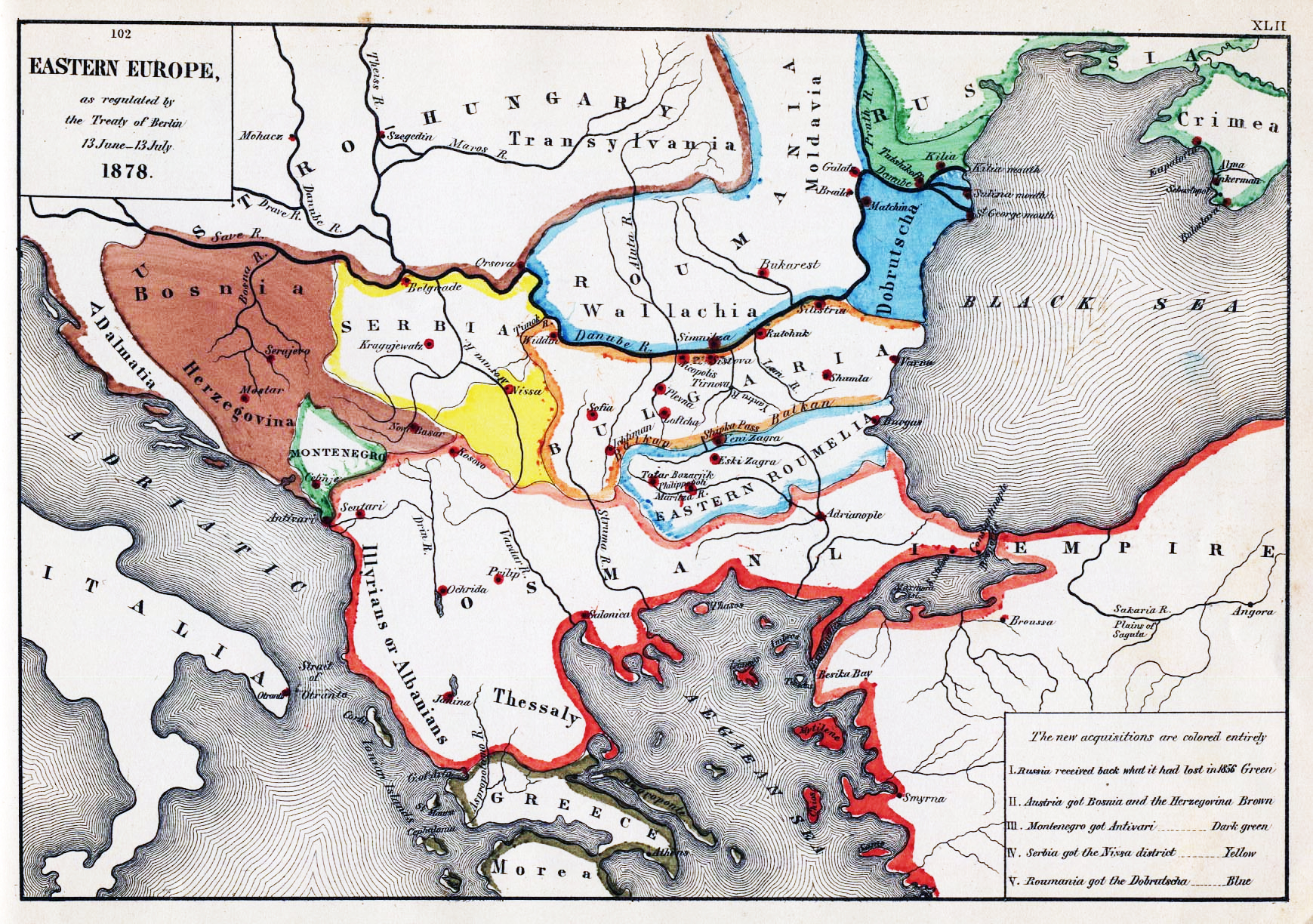
A Balkán-félsziget a berlini kongresszus után

A szerződés 2. cikkelye tárgyalta a Balkán felosztását Ausztria és Oroszország között, ennek részleteit egy titkos kiegészítő jegyzőkönyvben rögzítették:
- 1. Bosznia-Hercegovina: Ausztria–Magyarország fenntartja a jogot e két tartomány bekebelezésére (annexiójára), megfelelőnek ítélt pillanatban.
- 2. Novi Pazar-i Szandzsák: Az Ausztria és Oroszország teljhatalmú megbízottjai által a berlini kongresszuson (1878. július 1–13 között) tett kölcsönös nyilatkozatok hatályban maradnak.
- 3. Kelet-Rumélia: A három nagyhatalom egyetértőleg tudomásul veszi a jelenleg Törökországhoz tartozó területek, Kelet-Rumélia és Balkán megszállásának lehetőségét, mint az általános békét fenyegető veszély elhárításának eszközét. […]
- 4. Bolgár Fejedelemség: A három nagyhatalomnak nem lenne kifogása az ellen, ha Bulgária és Kelet-Rumélia esetleg egyesülne azokkal a szomszédos területekkel, melyeket az 1878-as berlini kongresszuson elfogadott berlini szerződés kijelölt, ha ilyen kérdés felmerülne. Egyetértenek abban is, hogy Bulgáriát vissza kell tartani attól, hogy agressziót kövessen el a szomszédos tartományok ellen. […]
- 5. Keleti ügynökeink viselkedése: […] A három császári udvar olyan utasítással látja el Keleten tevékenykedő képviselőit és ügynökeit, mely előírja számukra, hogy barátságos eszközökkel törekedjenek közös irányba fordítani erőfeszítéseiket […][1]

A titkos jegyzőkönyvet Széchényi Imre gróf (1825–1898), a Monarchia berlini nagykövete, Otto von Bismarck, a német birodalom kancellárja és Pjotr A. Szaburov, Oroszország berlini nagykövete írta alá.

## Következmények

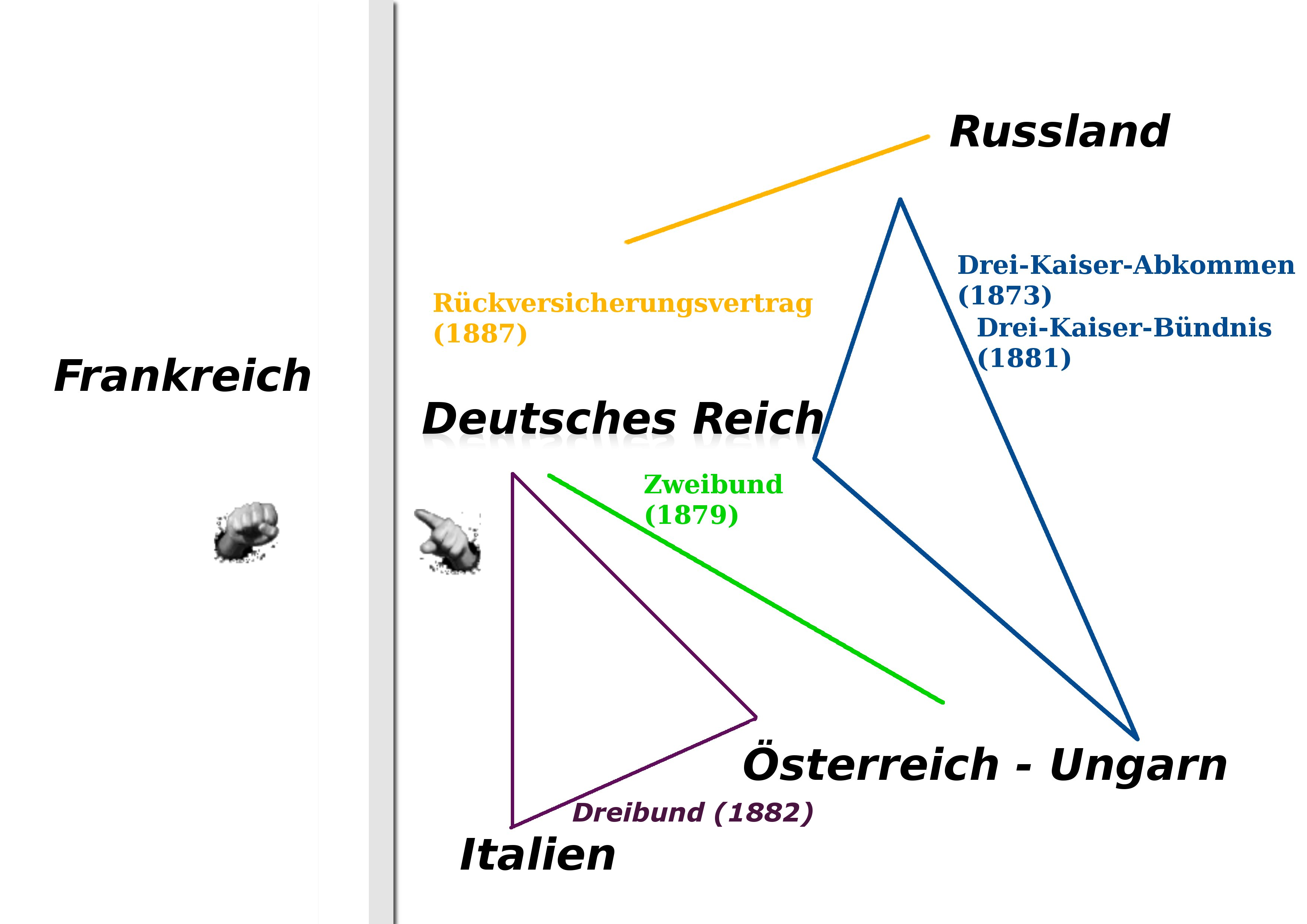
Bismarck nagyhatalmi szövetségi politikájának fő vonalai

A Balkán-félszigeten egymással ütköző osztrák–magyar és orosz nagyhatalmi érdekek ellentétét a három császár szövetsége sem tudta áthidalni. Ennek ellenére a szövetségi szerződést a hároméves érvénytartam lejártakor, 1884. március 27-én sikerült még egyszer – utoljára – ünnepélyesen meghosszabbítani újabb három évre. Az 1885–86-os bulgáriai krízis során azonban nyíltan felszínre törtek az Osztrák–Magyar Monarchia és az Orosz Birodalom kibékíthetetlen ellentétei.
Maga Bismarck így írta le a bulgáriai krízist 1886. december 13-án egy beszélgetésben:  „Az osztrákok őrült politikát csináltak, úgy álltam köztük és az oroszok közt, mint két harapós kutya között, amelyek azonnal széttépték volna egymást, ha lazábbra engedtem volna a pórázukat.”
A három császár szövetsége végleg felbomlott, 1887-ben már lehetetlen volt újra meghosszabbítani. Bismarck kancellár külpolitikája, amely a nagyhatalmi ellentéteket német közvetítéssel egyenlítette ki, kudarcot vallott. Ezt követően Bismarck az úgynevezett kisegítő intézkedések eszközével igyekezett az európai békét fenntartani. 1887-ben a Német Birodalom kezdeményezésére Nagy-Britannia, Olaszország és az Osztrák-Magyar Monarchia megkötötték a Földközi-tengeri szerződést, amely az Oszmán Birodalom ellen irányult, de akadályozta Oroszország balkáni terjeszkedését. Ugyanabban az évben Németország és Oroszország megkötötte a viszontbiztosítási szerződést, amellyel Oroszországot akarták kárpótolni, és megakadályozni közeledését Franciaországhoz. Mindkét szerződő fél jóindulatú semlegességet vállaltak harmadik fél támadása esetére.